# Lester Maddox
Lester Garfield Maddox, född 30 september 1915 i Atlanta, Georgia, död 25 juni 2003 Atlanta, Georgia , var en amerikansk politiker (demokrat). Han var Georgias guvernör 1967–1971 och därefter viceguvernör 1971–1975.
Maddox växte upp i en arbetarklassfamilj och gifte sig år 1936 med Virginia Cox. Äktenskapet varade till hennes död år 1997. I Atlanta blev Maddox känd som en segregationistisk restaurang- och kaféägare. Han hade öppnat Pickrick år 1947 i närheten av Georgia Techs campusområde. Med sin segregationistiska agenda förlorade Maddox två borgmästarval i Atlanta och en kampanj till viceguvernörsämbetet. Många företag i Georgia hade upphört med sin segregationslinje redan före Civil Rights Act av år 1964 men Pickrick hörde inte till dessa. Den 3 juni 1964 kastade Maddox med medhjälpare ut tre svarta medborgarrättsaktivister som ville få betjäning. Efter en rättstvist som varade i ett år stängde sedan Maddox Pickrick hellre än betjänade kunder av olika raser.
Republikanen Bo Callaway fick flest röster i guvernörsvalet 1966 men saknade majoritet. Valet avgjordes sedan i Georgias lagstiftande församling där demokraterna var i majoritet. Maddox, som var demokraternas kandidat, valdes till guvernörsämbetet.
Maddox efterträdde 1967 Carl Sanders som guvernör och efterträddes 1971 av Jimmy Carter. Därefter tillträdde han som viceguvernör, i vilket ämbete han år 1975 efterträddes av Zell Miller. Som politisk ämbetsinnehavare var Maddox inte längre en lika kompromisslös förespråkare av rassegregeringen som han hade varit som restaurangägare. I stället för segregerade offentliga skolor förespråkade han separata privatskolor för vita och svarta. Maddox profilerade sig även som antikommunist och stödde helhjärtat USA:s krigföring i Vietnam. Kvinnofängelset fick ökad finansiering och lärarlönerna höjdes under Maddox tid som guvernör. Som viceguvernör råkade Maddox ständigt i konflikt med guvernör Jimmy Carter. I presidentvalet 1976, då demokraterna nominerade Carter, kandiderade Maddox för American Independent Party. Som vicepresidentkandidat hade Maddox William Dyke och de fick 0,21 procent av rösterna.
Maddox avled 2003 och gravsattes på begravningsplatsen Arlington Memorial Park i Sandy Springs.